# Henri Auguste Ménégaux
Henri Auguste Ménégaux (* 17. Mai 1857 in Audincourt; † 15. Juli 1937 in Bourg-la-Reine) war ein französischer Ornithologe, Malakologe, Zoologe und Mitarbeiter am Muséum national d’histoire naturelle (MNHN) in Paris.

## Leben und Wirken
Schon früh begann Ménégaux eine akademische Laufbahn und begann zunächst als Privatdozent für Naturwissenschaften an der Sekundarstufe. Im Jahr 1901 berief ihn Professor Émile Oustalet (1844–1905), der damalige Lehrstuhlinhaber für Zoologie der Abteilung Säugetiere und Vögel am MNHN, als wissenschaftlichen Assistenten. Hier übernahm er zunächst die Aufgaben des verstorbenen Eugène de Pousargues (1859–1901). Es war die Epoche seiner Karriere, in der er sich auf die höheren Wirbeltiere spezialisierte. Während Oustalet das Feld der Vogelkunde besetzte, widmete sich sein engster Mitarbeiter Ménégaux dem zweiten Forschungsschwerpunkt des Lehrstuhls, der Mammalogie. Unter der Führung des damaligen Museumsdirektors Jean Octave Edmond Perrier (1844–1921) publizierte er 1903 zwei Bände unter dem Namen La vie des animaux illustrée: Les Mammifères. Zwei weitere Bände über die Vögel wurden in der gleichen Zeit von Julien Salmon unter dem Namen La vie des animaux illustrée: Les Oiseaux publiziert.
Mit dem Tod von Oustalet im Jahre 1905 wurde die Stelle des Lehrstuhlinhabers vakant. Schließlich wurde Édouard Louis Trouessart (1842–1927), ein ausgewiesener Mammaloge auf den Lehrstuhl berufen. Es war die Motivation für Ménégaux seinen Forschungsschwerpunkt im Jahr 1906 auf das Feld der Ornithologie verlagern. Hier war er zwanzig weitere Jahre Verantwortlicher für Vogelstudien in Frankreich. Zumeist befasste er sich mit der Systematik der Vögel, aber auch mit praktischen ornithologischen Fragen. So wurde er im Jahr 1914 zum korrespondierenden Mitglied der Académie d’Agriculture gewählt. Zusätzlich war er Förderer der Vogelberingung in Frankreich.
In seiner Zeit wurden viele ornithologische Studien vorangetrieben und so war es nötig eine französische Zeitschrift zu publizieren, die sich ausschließlich dem Feld der Ornithologie widmete, wie es sie beispielsweise schon länger in Ländern wie England mit The Ibis, in Deutschland mit dem Journal für Ornithologie oder den Vereinigten Staaten mit The Auk gab. So gründete er zusammen mit Louis Simon Denis (1863–1914) im Jahr 1909 die Fachzeitschrift Revue française d’ornithologie. Obwohl die Zeitschrift mit bescheidenen Erfolg startete, kämpfte Ménégaux nach dem Tod von Denis im Jahre 1914 als alleiniger Geschäftsführer für den Erhalt und führte sie in der schwierigen Zeit von 1914 bis 1918 durch den Ersten Weltkrieg.
Am 1. Mai 1921 wurde auf Bestreben von Ménégaux die Société Française d’Ornithologie gegründet. Im Jahr 1923 wurde er zu ihrem Präsidenten gewählt und die Revue française d’ornithologie wurde ihr offizielles Organ. Mit fast 70 Jahren ging er im Jahr 1926 schließlich in Pension, forschte und publizierte aber privat weiter. Mit dem Ruhestand gab er die Leitung der Revue française d’ornithologie und seine Präsidentschaft bei der Société Française d’Ornithologie auf. Dies hielt ihn aber nicht davon ab, weiterhin ornithologische Fragen zu bearbeiten und er kooperierte am Dictionaire Larousse. Auch wenn sich seine Gesundheit im letzten Lebensabschnitt verschlechterte, publizierte er bis kurz vor seinem Tod. Sein Tod überkam ihn, noch bevor er den vierten Band von Les oiseaux de France vollenden konnte.

## Mitgliedschaften
Am 12. März 1919 beim jährlichen Treffen der British Ornithologists’ Union (B.O.U.) in London wurde er zum Ehrenmitglied der B.O.U. gewählt. Am 34. Treffen der American Ornithologists’ Union am 13. November 1916 in Philadelphia wurde er zum Mitglied und beim 36. Treffen am 11. November 1918 in New York City zum Ehrenfellow der American Ornithologists’ Union gewählt.
Ménégaux war außerdem Ritter der Ehrenlegion.

## Erstbeschreibungen von Henry Auguste Ménégaux
Henry Auguste Ménégaux hat einige Arten und Unterarten als Erstautor beschrieben.

### Säugetierarten
Zu den Säugetierarten, die Ménégaux gehören chronologisch:
- Myotis vivesi Ménégaux, 1901 aus der Gattung der Mausohren

### Vogelarten
Zu den Vogelarten, die Ménégaux auch zusammen mit Carl Eduard Hellmayr beschrieben hat, gehören chronologisch:
- Flussufer-Ameisenwürger (Thamnophilus cryptoleucus) (Ménégaux & Hellmayr, 1906)
- Weißbauch-Ameisenfänger (Drymophila devillei) (Ménégaux & Hellmayr, 1906)
- Blaukappenhäherling (Garrulax courtoisi) Ménégaux, 1923

### Vogelunterarten
Zu den Vogelunterarten, die Ménégaux auch zusammen mit Carl Eduard Hellmayr beschrieben hat, gehören chronologisch:
- Nördlicher Grauerdhacker (Geositta peruviana paytae) Ménégaux & Hellmayr, 1906
- Ockerstirn-Blattspäher (Philydor rufum riveti) Ménégaux & Hellmayr, 1906
- Morgenammer (Zonotrichia capensis pulacayensis) (Ménégaux, 1909)
- Schopfente (Lophonetta specularioides alticola) (Menegaux, 1909)
- Bergwald-Baumsteiger (Lepidocolaptes lacrymiger aequatorialis) (Ménégaux, 1912)

## Werke (Auswahl)

### Jahr 1890
- Recherches sur la circulation des lamellibranches marins. J. Dodivers, Besançon 1890 (online [abgerufen am 23. April 2013]).

### Jahr 1893
- La Faune du Jura in „Besançon et la Franche-Comté: notices historiques, scientifiques et économiques“. J. Dodivers, Besançon 1893, S. 197–206.

### Jahr 1903
- La vie des animaux illustrée sous la direction de Edmond Perrier: Les Mammifères. Band 1. J.-B. Baillière et fils, Paris 1903 (online [abgerufen am 23. April 2013]).
- La vie des animaux illustrée sous la direction de Edmond Perrier: Les Mammifères. Band 2. J.-B. Baillière et fils, Paris 1903 (online [abgerufen am 23. April 2013]).

### Jahr 1904
- Catalogue des oiseaux rapportés par M. Geay de la Guyane française et du Contesté Franco-Brésilien. In: Bulletin du Muséum national d’histoire naturelle. Band 10, 1904, S. 107–119 (online [abgerufen am 28. April 2013]).

### Jahr 1905
- zusammen mit Carl Eduard Hellmayr: Étude des espèces critiques et des types du groupe des Passereaux Trachéophones de l’Amerique tropicale appartenant aux collections du muséum. In: Bulletin du Muséum national d’histoire naturelle. Band 11, 1905, S. 372–381 (online [abgerufen am 28. April 2013]).
- zusammen mit Louis Marie-Auguste Boutan: Mission scientifique permanente d’exploration en Indo-Chine. Décades zoologiques (Heft 9) (= Oiseaux. Nr. 9). F.H. Schneider, Hanoi 1905.

### Jahr 1906
- zusammen mit Carl Eduard Hellmayr: Étude des espèces critiques et des types du groupe des Passereaux Trachéophones de l’Amerique tropicale appartenant aux collections du muséum. In: Bulletin de la Société philomathique de Paris (= Sèrie 9. Band 8). 1906, S. 24–58 (online [abgerufen am 28. April 2013]).
- zusammen mit Carl Eduard Hellmayr: Étude des espèces critiques et des types du groupe des Passereaux Trachéophones de l’Amerique tropicale appartenant aux collections du muséum. Dejussieu, Autun 1906.
- zusammen mit Carl Eduard Hellmayr: Étude des espèces critiques et des types du groupe des Passereaux Trachéophones de l’Amerique tropicale appartenant aux collections du muséum. In: Bulletin de la Société d’histoire naturelle d’Autun. Band 19, 1906, S. 43–126 (online [abgerufen am 28. April 2013]).
- Notice sur ses titres et travaux scientifiques. Masson, Paris 1906.
- zusammen mit Carl Eduard Hellmayr: The Supposed Types in the Lafresnaye Collection. In: The Auk. Band 23, Nr. 4, 1906, S. 480–483 (englisch, unm.edu [PDF; 227 kB; abgerufen am 28. April 2013]).

### Jahr 1907
- « Oiseaux » in Expédition antarctique française (1903–1905): commandée par le dr. Jean Charcot (= Mammiféres, Pinnipèdes, Oiseaux, Documents Embryogéniques (Oiseaux et Phoques)). Masson et Cie, Paris 1907 (online [abgerufen am 28. April 2013]).
- Catalogue des oiseaux envoyés en 1906 du Tonkin et de l’Annam par M. Boutan. In: Bulletin du Muséum national d’histoire naturelle. Band 13, 1907, S. 6–16 (online [abgerufen am 28. April 2013]).
- Liste des oiseaux rapportés par M. Geay du sud-ouest de Madagascar. In: Bulletin du Muséum national d’histoire naturelle. Band 13, 1907, S. 104–113 (online [abgerufen am 28. April 2013]).
- Ornithologie: Renseignements pratiques I. Manière de prendre les mensurations. In: Bulletin du Muséum national d’histoire naturelle. Band 13, 1907, S. 196–200 (online [abgerufen am 28. April 2013]).
- Ornithologie: Renseignements pratiques II. Étiquetage et récolte. In: Bulletin du Muséum national d’histoire naturelle. Band 13, 1907, S. 237–244 (online [abgerufen am 28. April 2013]).
- Ornithologie: Renseignements pratiques III. Termes employés en français, en latin, en allemand, en anglais, en italien et en espagnol pour la description des oiseaux. In: Bulletin du Muséum national d’histoire naturelle. Band 13, 1907, S. 305–319 (online [abgerufen am 28. April 2013]).
- Liste des oiseaux rapportés par M. et Mme Vilmorin du Soudan Égyptien. In: Bulletin du Muséum national d’histoire naturelle. Band 13, 1907, S. 385–401 (online [abgerufen am 28. April 2013]).
- Liste des oiseaux de la Guyane Française donnés au Muséum par M. Rey, Gouverneur de la colonie. In: Bulletin du Muséum national d’histoire naturelle. Band 13, 1907, S. 493–499 (online [abgerufen am 28. April 2013]).
- Sur l’élevage de l’autruche et la production des plumes dans la colonie du Cap. In: Revue scientifique (= Série 5. Band 7). 1907, S. 491–495 (online [abgerufen am 28. April 2013]).
- Questions de morphologie et de psychologie chez les oiseaux. In: Bulletin de l’Institut général psychologique. Band 7, 1907, S. 427–440.

### Jahr 1908
- Liste des oiseaux de la Guyane Française donnés au Muséum par M. Rey, Gouverneur de la colonie. In: Bulletin du Muséum national d’histoire naturelle. Band 14, 1908, S. 8–13 (online [abgerufen am 28. April 2013]).
- Sur les embryons, les poussins et les jeunes des oiseaux de régions Australes. In: Bulletin du Muséum national d’histoire naturelle. Band 14, 1908, S. 104–107 (online [abgerufen am 28. April 2013]).
- Oiseaux de L’Equateur donnée au Muséum par M. Gonessiant, ancien directeur de l’observatoires de Quito. In: Bulletin du Muséum national d’histoire naturelle. Band 14, 1908, S. 107–112 (online [abgerufen am 28. April 2013]).
- Description de deux formes nouvelles d’Oiseaux rapportés de la Bolivie par la mission de Créqui-Montfort. In: Bulletin du Muséum national d’histoire naturelle. Band 14, 1908, S. 340–342 (online [abgerufen am 28. April 2013]).
- Description, Mensuration, Étiquetage de Spécimens en Ornithologie. In: Bulletin de la Société nationale d’acclimatation de France. Band 55, 1908, S. 401–417 (online [abgerufen am 28. April 2013]).
- Étude d’une collection d’oiseaux de l’Équateur donnée au Muséum d’histoire naturelle. In: Bulletin de la Société philomathique de Paris (= Série 9. Band 10). 1908, S. 84–100 (online [abgerufen am 28. April 2013]).

### Jahr 1909
- Sur le nid des Fourniers (Furnarius Vieill.). In: Bulletin du Muséum national d’histoire naturelle. Band 15, 1909, S. 6–12 (online [abgerufen am 28. April 2013]).
- Collection d’oiseaux de Cuba par le laboratoire d’Ornithologie du Muséum. In: Bulletin du Muséum national d’histoire naturelle. Band 15, 1909, S. 237–239 (online [abgerufen am 28. April 2013]).
- Étude d’une collection d’oiseaux de Cuba acquise par le laboratoire d’Ornithologie du Muséum. In: Revue française d’ornithologie. Band 1, Nr. 2, 1909, S. 21–32 (online [abgerufen am 28. April 2013]).
- Sur la présance d’une Dendrocygna arcuata a Aigues-Mortes (Gard). In: Revue française d’ornithologie. Band 1, Nr. 4, 1909, S. 57 (online [abgerufen am 28. April 2013]).
- zusammen mit Louis Simon Denise: Avis relatifs à la nomenclature scientifique. In: Revue française d’ornithologie. Band 1, Nr. 7, 1909, S. 97–98 (online [abgerufen am 28. April 2013]).
- Étude d’une collection d’oiseaux provenant des hauts plateaux de la Bolivie et du Pérou méridional. In: Bulletin de la Société philomathique de Paris (= Série10. Band 1). 1909, S. 205–229 (online [abgerufen am 28. April 2013]).
- Le nid du Fournier. In: Comptes rendus hebdomadaires des séance et mémoires de la Société de Biologie (= Jahr 61. Band 1). 1909, S. 141–143 (online [abgerufen am 28. April 2013]).
- La vie des Comorans dans L’Antarctique. In: Le Naturaliste: journal des échanges et des nouvelles (= Jahr 2. Band 23, Nr. 329). 1909, S. 65–66 (online [abgerufen am 28. April 2013]).

### Jahr 1910
- Étude d’une collection d’oiseaux provenant des hauts plateaux de la Bolivie et du Pérou méridional. In: Revue française d’ornithologie. Band 1, Nr. 9, 1910, S. 122–128 (online [abgerufen am 28. April 2013]).
- Capture d’une perdix de montagne. In: Revue française d’ornithologie. Band 1, Nr. 11, 1910, S. 174 (online [abgerufen am 28. April 2013]).
- Documents récents sur les Aigrettes d’Amérique. In: Revue française d’ornithologie. Band 1, Nr. 19, 1910, S. 292–294 (online [abgerufen am 28. April 2013]).
- Étude d’une collection d’oiseaux du Pérou. In: Revue française d’ornithologie. Band 1, Nr. 21, 1910, S. 318–322 (online [abgerufen am 28. April 2013]).
- Étude d’une collection d’oiseaux provenant des hauts plateaux de la Bolivie et du Pérou méridional. de Deslit frères, Tours 1910.
- Mission géodésique de l’Équateur. Liste des oiseaux rapportés parle Dr Rivet. In: Bulletin du Muséum national d’histoire naturelle. Band 16, 1910, S. 136–145 (online [abgerufen am 28. April 2013]).
- Le V Congrès international d’Ornithologie tenu à Berlin du 30 Mai au 4 juin 1910. In: Bulletin du Muséum national d’histoire naturelle. Band 16, 1910, S. 249–253 (online [abgerufen am 28. April 2013]).
- Étude d’une collection d’oiseaux du Pérou. In: Bulletin du Muséum national d’histoire naturelle. Band 16, 1910, S. 359–367 (online [abgerufen am 28. April 2013]).
- Sur les oiseaux sédentaires dans les bassins du Pungoué et du bas Zambèze. In: Bulletin de la Société philomathique de Paris (= Série 10. Band 2). 1910, S. 93–135 (online [abgerufen am 28. April 2013]).
- Détermination du sexe de l’oiseau à l’autopsie. In: Bulletin de la Société nationale d’acclimatation de France. Band 57, 1910, S. 94–97 (online [abgerufen am 28. April 2013]).
- Sur la distribution géographique des Oiseaux en Equateur. Comparaisons entre les diverses régions ornithologiques de ce pays et les pays voisins. In: Compte Rendu de la Association Française pour l’Avancement des Sciences (= Jahr 39. Band 2). 1910, S. 138–147 (online [abgerufen am 28. April 2013]).
- Problèmes de Psychologie chez les oiseaux. In: Compte Rendu de la Association Française pour l’Avancement des Sciences (= Jahr 39. Band 2). 1910, S. 223–228 (online [abgerufen am 28. April 2013]).
- De la protection des Oiseaux de notre pays. In: Journal d’agriculture pratique: de jardinage et d’économie domestique. 1910, S. 574–576.

### Jahr 1911
- Étude d’une collection d’oiseaux du Pérou. In: Revue française d’ornithologie. Band 2, Nr. 21, 1911, S. 8–11 (online [abgerufen am 28. April 2013]).
- La protection rationnelle des oiseaux. In: Revue française d’ornithologie. Band 2, Nr. 26, 1911, S. 106–111 (online [abgerufen am 28. April 2013]).
- La protection des oiseaux et l’industrie plumassière. J.B. Baillière & fils, Paris 1911.
- Étude des oiseaux de l’Équateur, rapportés par le Dr Rivet in „Mission du Service Geographique de l’Armée pour la mesure d’un arc de méridien équatorial en Amérique du Sud sous le contrôle scientifique de l’Académie des Sciences, 1899–1906“ (= Zoologie. Band 9, Nr. 1). Gauthier-Villars, Paris 1911.
- La protection des oiseaux et l’industrie plumassière. In: Bulletin de la Société philomathique de Paris (= Série 10. Band 3). 1911, S. 9–28 (online [abgerufen am 28. April 2013]).
- Catalogue des oiseaux de la collection marmottan du Muséum d’histoire naturelle de Paris. In: Bulletin de la Société philomathique de Paris (= Série 10. Band 3). 1911, S. 61–99 (online [abgerufen am 28. April 2013]).
- Catalogue des oiseaux de la collection marmottan du Muséum d’histoire naturelle de Paris. In: Bulletin de la Société philomathique de Paris (= Série 10. Band 3). 1911, S. 107–197 (online [abgerufen am 28. April 2013]).

### Jahr 1912
- Catalogue des oiseaux de la collection marmottan du Muséum d’histoire naturelle de Paris. In: Bulletin de la Société philomathique de Paris (= 10. Band 4). 1912, S. 9–78 (online [abgerufen am 28. April 2013]).
- Contribution à l’étude de la migration de cailles. In: Revue française d’ornithologie. Band 2, Nr. 35, 1912, S. 251–256 (online [abgerufen am 28. April 2013]).
- Reproduction des Aigrettes en captivité. In: Revue française d’ornithologie. Band 2, Nr. 36, 1912, S. 279–280 (online [abgerufen am 28. April 2013]).
- Bagues pour l’étude des migrations. In: Revue française d’ornithologie. Band 2, Nr. 38, 1912, S. 328 (online [abgerufen am 28. April 2013]).
- A propos des petits oiseaux. In: Revue française d’ornithologie. Band 2, Nr. 40, 1912, S. 354–355 (online [abgerufen am 28. April 2013]).
- Vente de deux oeufs de Grand Pingouin (Alea impennis). In: Revue française d’ornithologie. Band 2, Nr. 40, 1912, S. 361 (online [abgerufen am 28. April 2013]).
- Étude d’une collection faite par M. Reinburg, aux enirons de Baños sur le haute Pastaza (Equateur). In: Revue française d’ornithologie. Band 2, Nr. 43, 1912, S. 387–391 (online [abgerufen am 28. April 2013]).
- Les déboires de L’élevage de l’Autruche en Algérie. In: Revue scientifique. Band 50, Nr. 2, 1912, S. 44–49 (online [abgerufen am 28. April 2013]).
- Les migrations des Cailles. In: Bulletin de l’Institut général psychologique. Band 12, 1912, S. 92–94.

### Jahr 1913
- zusammen mit Robert Didier: Études d’une collection d’oiseaux montés et en peau faite par M. et Mme Paul Comby en Yunan. In: Bulletin du Muséum national d’histoire naturelle. Band 19, 1913, S. 329–332 (online [abgerufen am 28. April 2013]).
- zusammen mit Robert Didier: Étude d’une collection d’oiseaux recueillie par M. Albert Pichon au Yunnan occidental. In: Revue française d’ornithologie. Band 3, Nr. 51, 1913, S. 97–103 (online [abgerufen am 28. April 2013]).
- L’élevage de l’autruche, récolte et commerce des plumes. A. Challamel, Paris 1913.
- Articles d’Ornithologie de R. P. Lesson, parus dans l’Echo du Monde Savant de 1842 à 1845. Réimpression faite par le soins de A. Ménégaux. Edition de la Revue française d’ornithologie, Paris 1913.
- Description de deux nouveaux paradisers (Paradisea, Duivenbodei et P. raggiana sororia) des collections du Muséum. In: Bulletin du Muséum national d’histoire naturelle. Band 19, 1913, S. 145–147 (online [abgerufen am 28. April 2013]).
- Sur une nouvelle forme d’Ammodramus de la Colombie et de l’Equateur. In: Bulletin du Muséum national d’histoire naturelle. Band 19, 1913, S. 147–148 (online [abgerufen am 28. April 2013]).
- Le rôle et la valeur économique des Oiseaux dans la Nature. In: L’Agriculture pratique des pays chauds. Band 13, Nr. 129, 1913, S. 362–371.
- Ovitégés et Ovinudés. In: Revue française d’ornithologie. Band 3, Nr. 46, 1913, S. 31 (online [abgerufen am 28. April 2013]).
- Oiseaux recueillis dans le Sud-Ouest du Maroc par M. A. Boudarel de la mission de Mme C. Du Gast. In: Revue française d’ornithologie. Band 3, Nr. 47, 1913, S. 33–39 (online [abgerufen am 28. April 2013]).
- Sahara algérien. In: Revue française d’ornithologie. Band 3, Nr. 47, 1913, S. 47 (online [abgerufen am 28. April 2013]).
- Description de deux nouveaux paradisiers (Paradisea duivenbodei et P. ragg. sodoria). In: Revue française d’ornithologie. Band 3, Nr. 48, 1913, S. 49–51 (online [abgerufen am 28. April 2013]).
- Résultat du baguage des cailles en 1912 (Reprises). In: Revue française d’ornithologie. Band 3, Nr. 48, 1913, S. 61 (online [abgerufen am 28. April 2013]).
- Reprise au Natal d’une Hirondelle en Angleterre. In: Revue française d’ornithologie. Band 3, Nr. 48, 1913, S. 62 (online [abgerufen am 28. April 2013]).
- Sur le pitchou (Sylvia undata (Bodd.)). In: Revue française d’ornithologie. Band 3, Nr. 49, 1913, S. 69 (online [abgerufen am 28. April 2013]).
- Sur une nouvelle forme de l’Equateur et de la Columbie. In: Revue française d’ornithologie. Band 3, Nr. 50, 1913, S. 87–88 (online [abgerufen am 28. April 2013]).
- Les Aigrettes et le Syndicat berlinnois de l’industrie de la plume des fleurs. In: Revue française d’ornithologie. Band 3, Nr. 51, 1913, S. 119 (online [abgerufen am 28. April 2013]).
- A propos de deux nouveaux paradisiers (P. duivenbodei et P. raggiana sororia). In: Revue française d’ornithologie. Band 3, Nr. 55, 1913, S. 172–176 (online [abgerufen am 28. April 2013]).
- Essais d’acclimatation et de domestication. In: Revue française d’ornithologie. Band 3, Nr. 56, 1913, S. 193–195 (online [abgerufen am 28. April 2013]).

### Jahr 1914
- Le rôle et la valeur économique des Oiseaux dans la Nature. In: L’Agriculture pratique des pays chauds. Band 14, Nr. 130, 1914, S. 44–49 (online [abgerufen am 28. April 2013]).
- Le rôle et la valeur économique des Oiseaux dans la Nature. In: L’Agriculture pratique des pays chauds. Band 14, Nr. 131, 1914, S. 106–112 (online [abgerufen am 28. April 2013]).
- Le rôle et la valeur économique des Oiseaux dans la Nature. In: L’Agriculture pratique des pays chauds. Band 14, Nr. 132, 1914, S. 169–174 (online [abgerufen am 28. April 2013]).
- Le rôle et la valeur économique des Oiseaux dans la Nature. In: L’Agriculture pratique des pays chauds. Band 14, Nr. 133, 1914, S. 231–238 (online [abgerufen am 28. April 2013]).
- A propos de Dryocopus eburneirostris Lesson. In: Revue française d’ornithologie. Band 3, Nr. 57, 1914, S. 209–210 (online [abgerufen am 28. April 2013]).
- Longévité en captivité. In: Revue française d’ornithologie. Band 3, Nr. 58, 1914, S. 240 (online [abgerufen am 28. April 2013]).
- Une nouvelle forme de Grimpereau dans les Pyrénées (1). In: Revue française d’ornithologie. Band 3, Nr. 59, 1914, S. 256 (online [abgerufen am 28. April 2013]).
- Essais d’acclimatation et de domestication. In: Revue française d’ornithologie. Band 3, Nr. 61, 1914, S. 298–301 (online [abgerufen am 28. April 2013]).
- Le mirage des oeufs d’autruche. In: Revue française d’ornithologie. Band 3, Nr. 63, 1914, S. 323–326 (online [abgerufen am 28. April 2013]).
- Les divers spécimens de Fregilupus varius ou Huppe de la Réunion. In: Revue française d’ornithologie. Band 3, Nr. 64/65, 1914, S. 337 (online [abgerufen am 28. April 2013]).
- Les oiseaux de la Nouvelle-Calédonie (1). In: Revue française d’ornithologie. Band 3, Nr. 64/65, 1914, S. 354–357 (online [abgerufen am 28. April 2013]).
- Les oiseaux ennemis naturels de Souris et de Champagnols. In: Revue scientifique. Band 52, Nr. 1, 1914, S. 587–593 (online [abgerufen am 28. April 2013]).
- Les plumes des oiseaux utilisées pour la parure. In: La Nature: revue des sciences et de leurs applications aux arts et à l’industrie. Band 42, Nr. 2130, 1914, S. 273–278.
- zusammen mit Guy Babault: Les oiseaux utiles in „Larousse mensuel illustré“. Band 3, Nr. 86. Larousse, Paris 1914, S. 94–101 (online [abgerufen am 28. April 2013]).

### Jahr 1915
- Acclimatation de Paradisiers à Petit-Tobago, Aigrettes de L’Orénoque et de Colibri de la Trinité. In: Comptes rendus des séances de l’Académie d’agriculture de France. Band 1, 1915, S. 328 (online [abgerufen am 28. April 2013]).
- La Revue française d’ornithologie. In: Comptes rendus des séances de l’Académie d’agriculture de France. Band 1, 1915, S. 346–347 (online [abgerufen am 28. April 2013]).
- Les Autruches à Madagascar en 1914. In: Comptes rendus des séances de l’Académie d’agriculture de France. Band 1, 1915, S. 377–381 (online [abgerufen am 28. April 2013]).
- Les chats et les oiseaux. In: Comptes rendus des séances de l’Académie d’agriculture de France. Band 1, 1915, S. 485–488 (online [abgerufen am 28. April 2013]).
- La guerre etles petits oiseaux. In: Comptes rendus des séances de l’Académie d’agriculture de France. Band 1, 1915, S. 488–490 (online [abgerufen am 28. April 2013]).
- Sur les animeaux domestiques de Tunesie. In: Comptes rendus des séances de l’Académie d’agriculture de France. Band 1, 1915, S. 508–509 (online [abgerufen am 28. April 2013]).
- L’évevage de l’Autruche à Meknès (Maroc). In: Comptes rendus des séances de l’Académie d’agriculture de France. Band 1, 1915, S. 728–732 (online [abgerufen am 28. April 2013]).
- Les oiseaux et la vigne. In: Comptes rendus des séances de l’Académie d’agriculture de France. Band 1, 1915, S. 748–752 (online [abgerufen am 28. April 2013]).
- Sur l’hybridation dans le genre Paradisea L. 1758. In: Revue française d’ornithologie. Band 4, Nr. 71, 1915, S. 33–35 (online [abgerufen am 28. April 2013]).
- La protection des Aigrettes aux Etas-Unis. In: Revue française d’ornithologie. Band 4, Nr. 71, 1915, S. 41 (online [abgerufen am 28. April 2013]).
- Les Oiseaux de Paradis à Tobago. In: Revue française d’ornithologie. Band 4, Nr. 71, 1915, S. 48 (online [abgerufen am 28. April 2013]).
- Robustesse des Oiseaux-Mouches. In: Revue française d’ornithologie. Band 4, Nr. 71, 1915, S. 48 (online [abgerufen am 28. April 2013]).
- Le flamant pygmée du centre de l’Afrique. In: Revue française d’ornithologie. Band 4, Nr. 72, 1915, S. 49–52 (online [abgerufen am 28. April 2013]).
- La protection des oiseaux sur la côte atlantique des Etas-Unis. In: Revue française d’ornithologie. Band 4, Nr. 72, 1915, S. 55–56 (online [abgerufen am 28. April 2013]).
- Sur quelques oiseaux Sud-Américains. In: Revue française d’ornithologie. Band 4, Nr. 72, 1915, S. 56–57 (online [abgerufen am 28. April 2013]).
- Une nouvelle forme de Coq de Bruyère (Tetrao urogallus aquitanicus C. Ingr.), dans les Pyrénées. In: Revue française d’ornithologie. Band 4, Nr. 74, 1915, S. 84–87 (online [abgerufen am 28. April 2013]).
- Trois Perroquets d’Australie en voie de disparition. In: Revue française d’ornithologie. Band 4, Nr. 74, 1915, S. 96 (online [abgerufen am 28. April 2013]).
- L’Elevage des petits oiseaux en Chine. In: Revue française d’ornithologie. Band 4, Nr. 76/77, 1915, S. 140–142 (online [abgerufen am 28. April 2013]).
- Une enquête américaine sur les chats. In: Revue française d’ornithologie. Band 4, Nr. 76/77, 1915, S. 144 (online [abgerufen am 28. April 2013]).
- Sur le jeune du Cagou. In: Revue française d’ornithologie. Band 4, Nr. 78, 1915, S. 151–152 (online [abgerufen am 28. April 2013]).
- La Chasse des Aigrettes au Matto-Grosso d’après M. Cadiot, de Cuyaba. In: Revue française d’ornithologie. Band 4, Nr. 78, 1915, S. 157–158 (online [abgerufen am 28. April 2013]).
- Les graines sauvages et les oiseaux. In: Revue française d’ornithologie. Band 4, Nr. 79, 1915, S. 175 (online [abgerufen am 28. April 2013]).

### Jahr 1916
- Récompense (Rapport de M. Henneguy). In: Comptes rendus des séances de l’Académie d’agriculture de France. Band 2, 1916, S. 297–??.
- Remerciements. In: Comptes rendus des séances de l’Académie d’agriculture de France. Band 2, 1916, S. 305–??.
- Henry-Victor Kehrig: Les oiseaux dans les vignes du sud-ouest. In: Comptes rendus des séances de l’Académie d’agriculture de France. Band 2, 1916, S. 528–534.
- Pour la protection des oiseaux. In: Comptes rendus des séances de l’Académie d’agriculture de France. Band 2, 1916, S. 787–??.
- Un volume sur la protection des oiseaux. In: Comptes rendus des séances de l’Académie d’agriculture de France. Band 2, 1916, S. 849–??.
- Utilité et création possible aux iles Kerguelen d’un parc national pour la conservation des animaux antarctiques. In: Revue scientifique. Band 54, 1916, S. 616–619 (online [abgerufen am 28. April 2013]).
- La chasse et la protection des oiseaux en Afrique occidentale française. In: Revue française d’ornithologie. Band 4, Nr. 80, 1916, S. 205–207 (online [abgerufen am 28. April 2013]).
- Un élevage d’Aigrettes en Bretagne. In: Revue française d’ornithologie. Band 4, Nr. 80, 1916, S. 216 (online [abgerufen am 28. April 2013]).
- Élevage d’Aigrettes à Madagascar. In: Revue française d’ornithologie. Band 4, Nr. 83, 1916, S. 248 (online [abgerufen am 28. April 2013]).
- Le Régime alimentaire de l’Ortolan. In: Revue française d’ornithologie. Band 4, Nr. 84, 1916, S. 262–263 (online [abgerufen am 28. April 2013]).
- Flamants en captivité. In: Revue française d’ornithologie. Band 4, Nr. 84, 1916, S. 263 (online [abgerufen am 28. April 2013]).
- Diagnose de Milvus govinda Sykes et ses rapports avec l’espèces voisines. In: Revue française d’ornithologie. Band 4, Nr. 85, 1916, S. 275–277 (online [abgerufen am 28. April 2013]).
- Quelques conseils sur le transport des oiseaux. In: Revue française d’ornithologie. Band 4, Nr. 87, 1916, S. 299–302 (online [abgerufen am 28. April 2013]).
- Les oiseaux du grand Saint-Bernard. In: Revue française d’ornithologie. Band 4, Nr. 88/89, 1916, S. 321–324 (online [abgerufen am 28. April 2013]).

### Jahr 1917
- Utilisation possible des iles Kerguelen comme parc national pour la conservation des animeaux antarctique. In: Revue française d’ornithologie. Band 5, Nr. 93, 1917, S. 1–3 (online [abgerufen am 28. April 2013]).
- Étude d’une collection d’oiseaux du Matto-Grosso. In: Revue française d’ornithologie. Band 5, Nr. 94, 1917, S. 24–26 (online [abgerufen am 28. April 2013]).
- Étude d’une collection d’oiseaux du Matto-Grosso. In: Revue française d’ornithologie. Band 5, Nr. 95, 1917, S. 37–40 (online [abgerufen am 28. April 2013]).
- Étude d’une collection d’oiseaux du Matto-Grosso. In: Revue française d’ornithologie. Band 5, Nr. 96, 1917, S. 55–58 (online [abgerufen am 28. April 2013]).
- Reprise d’une Albatros bagué. In: Revue française d’ornithologie. Band 5, Nr. 96, 1917, S. 64 (online [abgerufen am 28. April 2013]).
- Comestibilité des Corneilles et de Freux. In: Revue française d’ornithologie. Band 5, Nr. 97, 1917, S. 77 (online [abgerufen am 28. April 2013]).
- Étude d’une collection d’oiseaux du Matto-Grosso. In: Revue française d’ornithologie. Band 5, Nr. 98, 1917, S. 84–88 (online [abgerufen am 28. April 2013]).
- Rubiette titys et Rubiette de Caire. In: Revue française d’ornithologie. Band 5, Nr. 98, 1917, S. 91–92 (online [abgerufen am 28. April 2013]).
- Cessons la guerre aux oiseaux insectivores. In: Revue française d’ornithologie. Band 5, Nr. 98, 1917, S. 94 (online [abgerufen am 28. April 2013]).

### Jahr 1918
- Sur une petite collection d’oiseaux de l’Afrique occidentale française. In: Revue française d’ornithologie. Band 5, Nr. 105, 1918, S. 185–189 (online [abgerufen am 28. April 2013]).
- L’élevage de L’Autruche au Maroc. In: Revue française d’ornithologie. Band 5, Nr. 107, 1918, S. 231–232 (online [abgerufen am 28. April 2013]).
- zusammen mit René Van Saceghem: Sur une petite collection d’oiseaux du Congo Belge. In: Revue française d’ornithologie. Band 5, Nr. 109, 1918, S. 251–254 (online [abgerufen am 28. April 2013]).
- zusammen mit René Van Saceghem: Sur une petite collection d’oiseaux du Congo Belge. In: Revue française d’ornithologie. Band 5, Nr. 110, 1918, S. 257–259 (online [abgerufen am 28. April 2013]).
- zusammen mit René Van Saceghem: Faucon pèlerin. In: Revue française d’ornithologie. Band 5, Nr. 111, 1918, S. 278 (online [abgerufen am 28. April 2013]).
- Étude d’une collection d’oiseaux faite par M. E. Wagner dans la province de Misiones (République Argentine). In: Revue française d’ornithologie. Band 5, Nr. 112/113, 1918, S. 288–293 (online [abgerufen am 28. April 2013]).
- Quelques changements dans la nomenclature des oiseaux d’Europe. In: Revue française d’ornithologie. Band 5, Nr. 112/113, 1918, S. 296–298 (online [abgerufen am 28. April 2013]).
- Étude d’une collection d’oiseaux faite par M. E. Wagner dans la province de Misiones (République Argentine). In: Revue française d’ornithologie. Band 5, Nr. 114, 1918, S. 316–319 (online [abgerufen am 28. April 2013]).
- Étude d’une collection d’oiseaux faite par M. E. Wagner dans la province de Misiones (République Argentine). In: Revue française d’ornithologie. Band 5, Nr. 115, 1918, S. 332–335 (online [abgerufen am 28. April 2013]).
- L’ami dei oiseaux: petit manuel de protection: L’Oiseaux est un des facteurs de la prospérit d’un pays. Edition Revue française d’ornithologie, Paris 1918.

### Jahr 1919
- Étude d’une collection d’oiseaux faite par M. E. Wagner dans la province de Misiones (République Argentine). In: Revue française d’ornithologie. Band 6, Nr. 117, 1919, S. 6–8 (online [abgerufen am 28. April 2013]).
- Question d’ornithologie pratique action du sulfure de carbone sur les plumes blanches. In: Revue française d’ornithologie. Band 6, Nr. 117, 1919, S. 15–16 (online [abgerufen am 28. April 2013]).
- Notes sur les oiseaux de l’Est du département de Constantine traduites et résumées. In: Revue française d’ornithologie. Band 6, Nr. 119, 1919, S. 41–43 (online [abgerufen am 28. April 2013]).
- Embonpoint d’une Merle ordinaire. In: Revue française d’ornithologie. Band 6, Nr. 119, 1919, S. 46 (online [abgerufen am 28. April 2013]).
- Notes sur les oiseaux de l’Est du département de Constantine traduites et résumées. In: Revue française d’ornithologie. Band 6, Nr. 120, 1919, S. 54–58 (online [abgerufen am 28. April 2013]).
- Essais à faire avec le savon arsenical. In: Revue française d’ornithologie. Band 6, Nr. 120, 1919, S. 61–62 (online [abgerufen am 28. April 2013]).
- Enquête sur la disparition du moineau dans le midi. In: Revue française d’ornithologie. Band 6, Nr. 121, 1919, S. 65–71 (online [abgerufen am 28. April 2013]).
- Notes sur les oiseaux de l’Est du département de Constantine traduites et résumées. In: Revue française d’ornithologie. Band 6, Nr. 121, 1919, S. 73–77 (online [abgerufen am 28. April 2013]).
- Notes au sujet de la protection des oiseaux. In: Revue française d’ornithologie. Band 6, Nr. 121, 1919, S. 98 (online [abgerufen am 28. April 2013]).
- Enquête sur la disparition du moineau. In: Revue française d’ornithologie. Band 6, Nr. 126/127, 1919, S. 129–131 (online [abgerufen am 28. April 2013]).

### Jahr 1920
- Enquête sur la disparition du moineau. In: Revue française d’ornithologie. Band 6, Nr. 131, 1920, S. 32–36 (online [abgerufen am 28. April 2013]).
- Enquête sur la disparition du moineau. In: Revue française d’ornithologie. Band 6, Nr. 132, 1920, S. 52–55 (online [abgerufen am 28. April 2013]).
- Enquête sur la disparition du moineau. In: Revue française d’ornithologie. Band 6, Nr. 134, 1920, S. 77–78 (online [abgerufen am 28. April 2013]).
- Enquête sur la disparition du moineau. In: Revue française d’ornithologie. Band 6, Nr. 136/137, 1920, S. 113 (online [abgerufen am 28. April 2013]).

### Jahr 1921
- zusammen mit Joseph Rapine: Les noms des oiseaux trouvés en France: (noms latins, français, anglais, italiens et allemands). Edition Revue française d’ornithologie, Paris 1921.
- Oiseaux collectés ou observés au Maroc dans l’Atlas moyen par le cap. Lynes. In: Revue française d’ornithologie. Band 6, Nr. 144, 1921, S. 49–53 (online [abgerufen am 28. April 2013]).
- Quelques oiseaux de environs de Dakar. In: Revue française d’ornithologie. Band 6, Nr. 144, 1921, S. 59–60 (online [abgerufen am 28. April 2013]).
- Quelques oiseaux provenant du Sahara. In: Revue française d’ornithologie. Band 6, Nr. 144, 1921, S. 60 (online [abgerufen am 28. April 2013]).
- Oiseaux collectés ou observés au Maroc dans l’Atlas moyen par le cap. Lynes. In: Revue française d’ornithologie. Band 6, Nr. 145, 1921, S. 74–78 (online [abgerufen am 28. April 2013]).
- A la Société Ornithologique de France. In: Revue française d’ornithologie. Band 6, Nr. 147, 1921, S. 105–109 (online [abgerufen am 28. April 2013]).
- Enquête sur la disparition du moineau. In: Revue française d’ornithologie. Band 7, Nr. 143, 1921, S. 113 (online [abgerufen am 28. April 2013]).
- Enquête sur la disparition du moineau. In: Revue française d’ornithologie. Band 7, Nr. 148/149, 1921, S. 127–128 (online [abgerufen am 28. April 2013]).
- Sur la norriture de l’effraye commune. In: Revue française d’ornithologie. Band 6, Nr. 151, 1921, S. 175 (online [abgerufen am 28. April 2013]).

### Jahr 1922
- Absence de Xénie dans les oeufs d’Autriche. In: Revue française d’ornithologie. Band 6, Nr. 154, 1922, S. 217–219 (online [abgerufen am 28. April 2013]).
- Au sujet des donations scientifiques. In: Revue française d’ornithologie. Band 6, Nr. 156, 1922, S. 244–247 (online [abgerufen am 28. April 2013]).
- Du rôle des graviers et des grains de sable absorbés par les oiseaux. In: Revue française d’ornithologie. Band 6, Nr. 157, 1922, S. 263–265 (online [abgerufen am 28. April 2013]).
- Rectification: Oiseaux collectés ou observés au Maroc dans l’Atlas moyen par le cap. Lynes. In: Revue française d’ornithologie. Band 6, Nr. 161, 1922, S. 323 (online [abgerufen am 28. April 2013]).
- Nouvelle lumière sur le mystérieuses habitudes du Coucou. Un pari de mille livres sterling. In: Revue française d’ornithologie. Band 6, Nr. 162, 1922, S. 373–374 (online [abgerufen am 28. April 2013]).

### Jahr 1923
- zusammen mit Jacques Berlioz in Jacques de Rohan-Chabot: Mission Rohan-Chabot Angola et Rhodesia (1912–1914) (= Oiseaux). Imprimerie nationale, Paris 1923.
- zusammen mit Guy Babault: Étude d’une Collection d’Oiseaux de l’Afrique Orientale Anglaise et de l’Ouganda in Voyage de M. Guy Babault dans l’Afrique orientale anglaise et dans l’Ouganda. Ed. Blondel La Rougery, Paris 1923.
- Enquête sur la disparition du moineau. In: Revue française d’ornithologie. Band 8, Nr. ??, 1923, S. 62.
- Description du Garrulax courtoisi nov. sp. de la Chine. In: Revue française d’ornithologie. Band 8, Nr. 169, 1923, S. 98.
- Description du Garrulax courtoisi nov. sp. de la Chine. In: Bulletin du Muséum national d’histoire naturelle. Band 29, 1923, S. 287–288.

### Jahr 1925
- Les oiseaux utiles à l’agriculture. H. Tessier, Orléans 1925.
- Sur le coucou. In: Revue française d’ornithologie. Band 9, Nr. ??, 1925, S. 24–25.
- Sur le coucou. In: Revue française d’ornithologie. Band 9, Nr. ??, 1925, S. 61.
- Lâchers de Cailles en mai 1924 par les soins de la Société Ornithologique de France et du Laborataire d’Ornithologie du Muséum. In: Revue française d’ornithologie. Band 9, Nr. ??, 1925, S. 109–111.
- zusammen mit Jacques Berlioz: Diagnose originale d’Œnanthe chaboti. In: Revue française d’ornithologie. Band 9, Nr. 190, 1925, S. 119–121.
- Ixonotus landanae Oust. est synonyme de Chlorophoneus gutturalis (P. L. S. Müll.). In: Revue française d’ornithologie. Band 9, Nr. ??, 1925, S. 200–201.
- Étude d’une collection d’oiseaux faite par M. E. Wagner dans le chaco argentine. In: Revue française d’ornithologie. Band 9, Nr. ??, 1925, S. 221–238.
- Étude d’une collection d’oiseaux faite par M. E. Wagner dans le chaco argentine. In: Revue française d’ornithologie. Band 9, Nr. ??, 1925, S. 279–297.
- Étude d’une collection d’oiseaux faite par M. E. Wagner dans le chaco argentine. In: Revue française d’ornithologie. Band 9, Nr. ??, 1925, S. 322–329.

### Jahr 1932
- Les oiseaux de France (= Introduction à l’étude de l’ornithologie: Rapaces, Gallinacés, Colombins, Piciformes. Band 1). Paul Lechevalier, Paris 1932.

### Jahr 1934
- Les oiseaux de France (= Oiseaux d’eau et espèces voisines : Colymbiformes, Alciformes, Procellariiformes, Lariformes, Charadriiformes, Ansériformes, Pélécaniformes, Ciconiiformes, Phoenicoptériformes, Gruiformes. Band 2). Paul Lechevalier, Paris 1934.

### Jahr 1937
- Les oiseaux de France (= Passereaux (Teil I): Coraciidés, Alcédinidés, Méropidés, Upupidés, Caprimulgidés, Macroptérygidés, Hirundinidés, Muscicapidés, Troglodytidés, Bombycillidés, Laniidés, Prunellidés, Turdidés. Band 3). Paul Lechevalier, Paris 1937.

### Jahr 1939
- mit Beitrag von Robert Didier: Les oiseaux de France (= Passereaux (Teil II):, Paridés, Sittidés, Certhiidés, Motacillidés, Alaudidés, Fringillidés, Sturnidés, Oriolidés, Corvidés. Band 4). Paul Lechevalier, Paris 1939.